# HNK Sloga Uskoplje
HNK Sloga är en fotbollsklubb från Uskoplje i Bosnien och Hercegovina.